# José da Câmara Teles
D. José da Câmara Teles , ou apenas José da Câmara (Lisboa, 23 de maio de 1712 - Lisboa, 24 de junho de 1757]) segundo «Nobreza de Portugal», Tomo III, página 220, exerceu o cargo de 13.º capitão do donatário da ilha de São Miguel (décimo-primeiro da família a exercer o cargo). Foi também 4.º conde da Ribeira Grande.
Educado em Paris, onde os pais viveram alguns anos.
Senhor de toda a grande casa de seus antepassados, sucedeu diretamente ao avô em todas as donatarias, alcaidarias-mores, comendas na Ordem de Cristo. Comendador das comendas de Porto de Muja e das Ervagens, na ilha de S. Miguel, na Ordem de Cristo; 11.º donatário e capitão general da mesma ilha; 8.º alcaide-mor do castelo de São Brás; foi capitão de dragões e donatário desde 1724, quando morreu o avô. Mas nunca quis visitar a sua capitania até que o rei, a requerimento das câmaras de São Miguel, por alvará de 8 de Março de 1740, ordenou-lhe ir para São Miguel.
Encontrou a sua casa depauperada pelas despesas feitas por seu pai em França. Ali permaneceu 10 anos em Ponta Delgada, dedicando-se à administração da fábrica têxtil fundada por seu avô na Ribeira Grande. Voltou à corte em 1752,  com o posto de coronel de Infantaria.

## Dados genealógicos
Membro da família Gonçalves da Câmara era filho de Luís Manuel da Câmara, 3º conde da Ribeira Grande e de D. Leonor de Ataíde
casou em 20 de julho de 1728 com D. Margarida Lorena e Távora, filha do 2º conde de Alvor, Bernardo Filipe Nery de Távora, e D. Joana de Lorena.
Tiveram dois filhos – um varão, morto muito cedo, e uma filha:
- Joana Tomásia da Câmara, condessa da Ribeira Grande, que fizeram casar com seu próprio tio, Guido Augusto da Câmara, irmão de D. José da Câmara.